# Greet Ermen
Margaretha Johanna Catherina Allegonda (Greet) Ermen (Oisterwijk, 2 november 1936) is een voormalig Nederlands politicus voor de PvdA.

## Leven en werk
Ermen was dochter van een schoenmaker. Ze had aanvankelijk een administratieve loopbaan. Ze werkte vanaf 1963 bij de Administratieve Technische Geleding van de Katholieke Economische Hogeschool in Tilburg en was later administratief medewerker bij de afdeling planning/begroting van de Katholieke Hogeschool (tot 1982).
Ze was daarnaast politiek actief en werd gemeenteraadslid (1974-1992) in Oisterwijk. In 1980 werd ze benoemd tot lid van de Eerste Kamer der Staten-Generaal (1980-1995). Ze was voor de PvdA woordvoerster welzijn, volksgezondheid en Antilliaanse zaken. Ze hield zich bezig met basisonderwijs en voerde verder in 1993 het woord bij de behandeling van het wetsvoorstel herindeling noordoostelijk deel van Noord-Brabant. Op 14 maart 1995 was ze de eerste vrouw die een vergadering van de Eerste Kamer voorzat. Naast Kamerlid was ze wethouder van Oisterwijk (1982-1990), met in haar portefeuille onder meer milieu, onderwijs, welzijn, sport, werkgelegenheid en personeel. In 1997 werd ze voorzitter van Sting, de landelijke vereniging voor werknemers in de zorgsector.
- Parlement.com: vg09llmiubzg